# TMNT (film fra 2007)
TMNT er en amerikansk computeranimeret film, der fik verdenspremiere 23. marts 2007 og dansk premiere 30. marts 2007. Filmen, der er skabt af Imagi Animation Studios, er den fjerde film med Teenage Mutant Ninja Turtles.
I modsætning til sine tre forgængere, der var spillefilm, er den nye film computeranimeret (CGI). Studioerne var nemlig ikke interesserede i en spillefilm, bl.a. fordi de følte, at TMNT-spillefilmene var døde og af økonomiske årsager. Med CGI kunne man imidlertid gøre det samme som i en spillefilm, men til en væsentlig lavere pris. En anden fordel var, at man ikke behøvede at gøre padderne større end nødvendigt, i det der jo ikke skulle være plads til skuespillere indeni.
Filmen følger løseligt op på den første og delvist den anden film. Det fremgår ikke, om det også gælder den tredje film, men tidssceptret fra den ses på et tidspunkt. Derimod er der ikke taget hensyn til tegnefilmserien fra 1987, så bifigurer herfra som Krang, Bebop og Rocksteady er ikke med. Shredder nævnes men er ude af billedet, og hans plads som leder af Fodklanen overtaget af plejedatteren Karai.
Filmen er Makoto Iwamatsus sidste. Han døde 21. juli 2006, dagen efter at det var offentliggjort, at han lagde stemme til Splinter. Størstedelen af hans replikker var dog blevet optagede.

## Handling
Padderne har omsider besejret den onde ninjamester Shredder og har nu vendt opmærksomheden mod hver deres ting. Raphael er blevet forbryderbekæmperen Nattevogteren men har glemt hvordan man er et team. Donatello er blevet IT-supporter over telefonen. Michelangelo underholder børn til fødselsdage som Cowabunga Karl. Leonardo er i Sydamerika, hvor han træner i at blive en bedre leder. Imens gør Splinter alt for, at de forbliver en familie, men både han og de andre savner Leonardo. April prøver på at få Leonardo tilbage til New York, for hans brødre har brug for ham, men han er fast besluttet på at blive.
Men industrimanden Max Winters vækker fire forstenede generaler til live, for at de sammen med Fodklanen kan tilfangetage tretten monstre forud for tillivevækkelsen af en tretusind år gammel legende. Padderne bliver imidlertid involveret, men spørgsmålet er, om de kan nå at lægge deres indbyrdes stridigheder på hylden og enes om at stoppe stengeneralerne, inden disse går i gang med at erobre verden.

## Medvirkende
| Rolle                       | Engelsk stemme           | Dansk stemme           |
| --------------------------- | ------------------------ | ---------------------- |
| Leonardo                    | James Arnold Taylor      | Robert Hansen          |
| Raphael alias nattevogteren | Nolan North              | Sebastian Jessen       |
| Donatello                   | Mitchell Whitfield       | Allan Hyde             |
| Michelangelo                | Mikey Kelley             | Simon Stenspil         |
| Master Splinter             | Mako Iwamatsu            | Lars Mikkelsen         |
| Max Winters                 | Patrick Stewart          | Ulf Pilgaard           |
| April O'Neil                | Sarah Michelle Gellar    | Sofie Lassen-Kahlke    |
| Casey Jones                 | Chris Evans              | Caspar Phillipson      |
| Karai                       | Zhang Ziyi               | Lærke Winther Andersen |
| Greasy Diner Chef           | Kevin Smith              |                        |
| General Aguila              | Kevin Michael Richardson | Ole Lemmeke            |
| General Serplente           | Grey DeLisle             |                        |
| General Gato                | Fred Tatasciore          |                        |
| Colonel Santino             | John DiMaggio            |                        |
| Fortæller                   | Laurence Fishburne       |                        |

## Trivia
- Hen mod slutningen ses forskellige "sourvenirs" fra de tidligere film: Shredders hjelm og stav, den knækkede beholder med mutagen der muterede Splinter og padderne, Winters hjelm, tidssceptret og dele af paddernes rustning fra den tredje film.
- Det meste af filmen foregår i New York, og områderne Manhattan, Brooklyn, New Jersey og Chinatown medvirker tydeligvis alle. Men af de viste bygninger og lignende er det faktisk kun Brooklyn Bridge, der er ægte.
- Allerede før premieren blev der spurgt om der ville komme en opfølger. Det var for tidligt at sige på det tidspunkt, men instruktør og manuskriptforfatter Kevin Munroe havde aftale om at lave den i givet fald. Adspurgt sagde han til FirstShowing.net, at han ville elske det, hvis en eventuel opfølger ville involvere Shredders tilbagevenden.[1]